# 奧斯泰爾
奧斯泰爾（烏克蘭語：Остер，羅馬化：Oster，發音：[osˈtɛr] ⓘ），或按俄语译奥斯乔尔，是乌克兰切爾尼戈夫州切爾尼戈夫區奥斯泰尔市镇的城市及行政中心。2020年7月18日前隶属于科澤萊茨區。該市位於傑斯納河左岸，距離首都基輔約55公里，距離州府切爾尼戈夫68公里，面積14.13平方公里，海拔高度111米，2022年人口数量为5,564人。

## 图集

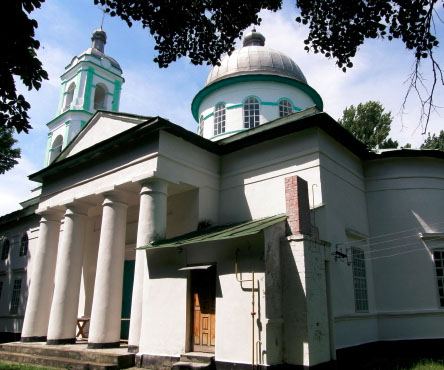
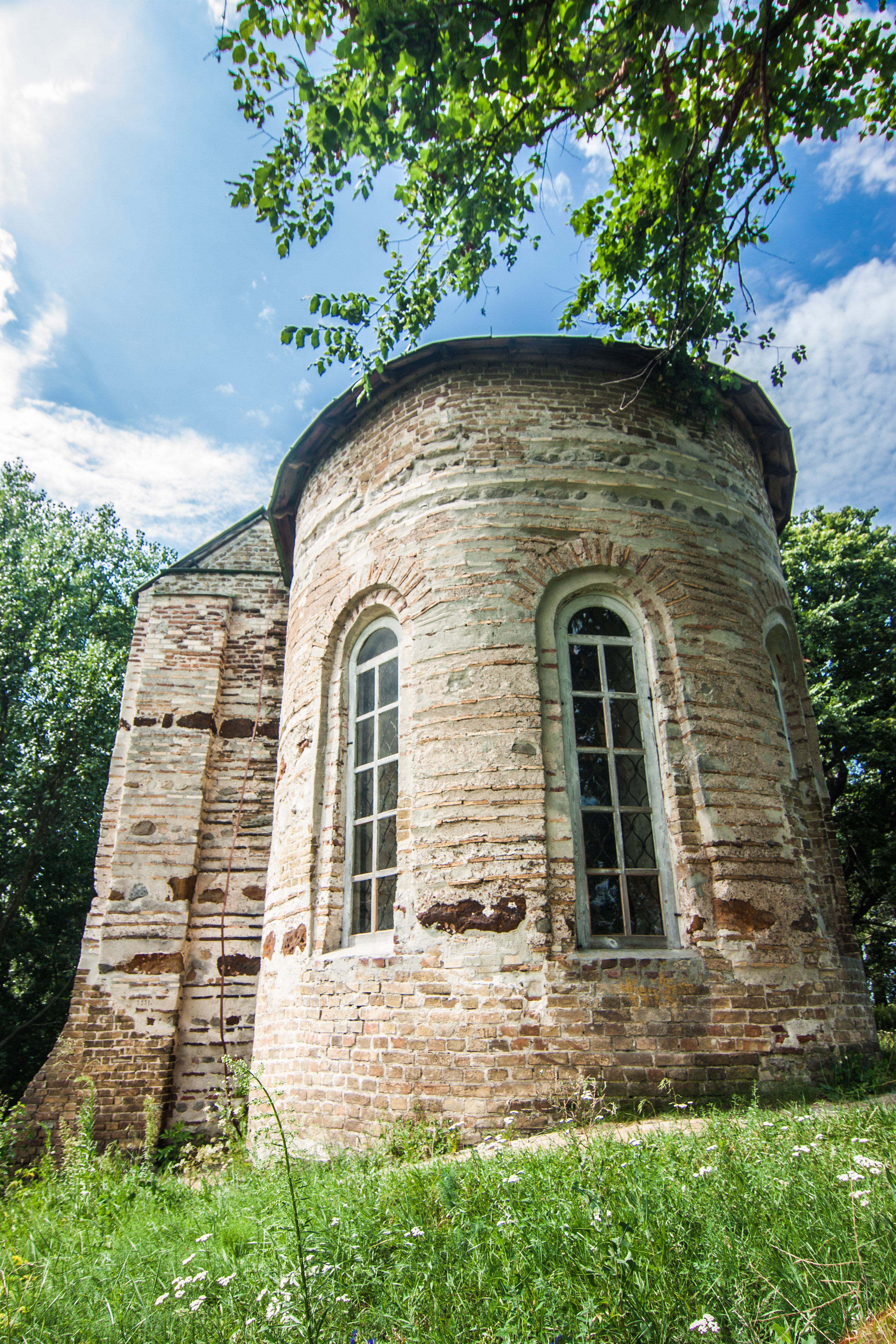